# Осипов, Леонид Васильевич
Леонид Васильевич Осипов (8 июля 1893 — ?) — российский военный лётчик, подпоручик Российской императорской армии, участник Первой мировой войны. Кавалер ордена Святого Георгия 4-й степени (1917).

## Биография
Леонид Васильевич Осипов родился 8 июля 1893 года в православной семье титулярного советника. Окончил пять классов реального училища.
С 1911 по 1913 годы учился в Чугуевском военном училище, после окончания которого был определен в 56-й запасной батальон. В чин подпоручика был произведён со старшинством с 1 октября 1913 года. Проходил курс обучения в Военной авиационной школе, а в марте 1916 года окончил курс этой школы и был прикомандирован к 29-му корпусному авиационному отряду. 30 марта Осипов прибыл в отряд и был назначен на должность военного лётчика. 16 апреля 1916 года получил ранение во время воздушного боя и был эвакуирован в 414-й подвижной госпиталь.

## Награда
Высочайшим приказом от 12 января 1917 года «за то, что 16-го апреля 1916 г., управляя аппаратом системы „Вуазен“ и встретившись на высоте 2000 метров с немецким „Альбатросом“, атаковал его и с боя заставил его круто планировать, но затем снизившись и застигнув „Альбатрос“ на высоте 1000 метров, под огнем артиллерии противника, несмотря на полученное серьезное ранение в правую ногу, лишившее его возможности ножного управления, вторично атаковал противника и после упорного боя сбил „Альбатрос“, который и упал у м. Кщава. Сам же подпоручик Осипов на своем „Вуазене“, не взирая на пробитый бензиновый и масляный баки, идя на высоте 300 метров под ураганным огнем немцев над их позициями, спланировал к своему аэродрому, где собрав последние силы, повлек из гондолы горящего аппарата тяжело раненого офицера-наблюдателя подпоручика Калиновского, а затем, с помощью подбежавших нижних чинов, потушил пожар на аппарате» Леонид Васильевич Осипов был удостоен ордена Святого Георгия 4-й степени.